# Vogelsholl

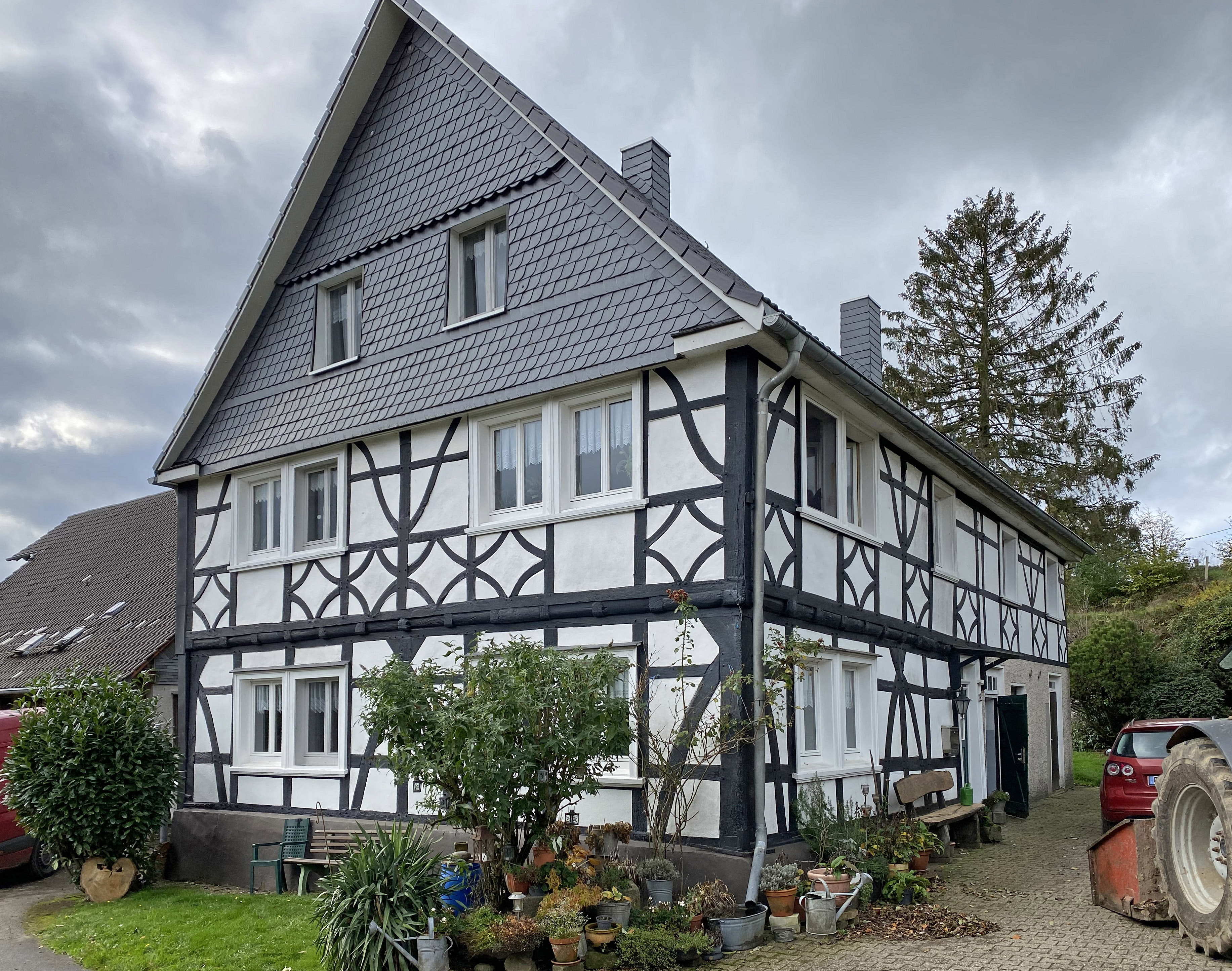
Seltener Fachwerkschmuck

Vogelsholl ist eine Hofschaft in Hückeswagen im Oberbergischen Kreis, Regierungsbezirk Köln, in Nordrhein-Westfalen (Deutschland).

## Lage und Verkehrsanbindung
Vogelsholl liegt im südwestlichen Hückeswagen an der Grenze zu Wipperfürth. Nachbarorte sind Kaisersbusch, Arnsberg und Isenburg. Der Ort ist über eine Verbindungsstraße erreichbar, die bei Altenholte von der Kreisstraße 5 abzweigt und zur Bundesstraße 506 bei Wipperfürth-Schniffelshöh führt.
Das aus dem 18. Jahrhundert stammende Fachwerkhaus Vogelsholl 2 weist einen für das Bergische Land eher ungewöhnlich reichen Fachwerkschmuck auf. Bemerkenswert sind die gebogenen Zierstreben und geschwungenen Kopfstreben des Obergeschosses, das zudem leicht vorkragt. Die Eckständer sind zusammen mit ihren Kopfbändern aus einem Stück gefertigt worden. Das Haus steht seit 1984 unter Denkmalschutz.
Die Hofschaft liegt im Quellgebiet des Harthbachs, der nach dem Zusammenfluss mit dem Bach Große Dhünn die Große Dhünntalsperre speist.

## Geschichte
1532 wurde der Ort das erste Mal urkundlich erwähnt: „Henssgen und fünf weitere Einwohner im Foegelsholl sind in einer Einwohnerliste genannt“. Schreibweise der Erstnennung: Foegelsholl.
Im 18. Jahrhundert gehörte der Ort zum bergischen Amt Bornefeld-Hückeswagen. 1815/16 lebten 17 Einwohner im Ort. 1832 gehörte Vogelsholl der Großen Honschaft an, die ein Teil der Hückeswagener Außenbürgerschaft innerhalb der Bürgermeisterei Hückeswagen war. Der laut der Statistik und Topographie des Regierungsbezirks Düsseldorf als Weiler kategorisierte Ort besaß zu dieser Zeit zwei Wohnhäuser und zwei landwirtschaftliche Gebäude. Zu dieser Zeit lebten sieben Einwohner im Ort, vier katholischen und drei evangelischen Glaubens.
Im Gemeindelexikon für die Provinz Rheinland werden für 1885 drei Wohnhäuser mit 27 Einwohnern angegeben. Der Ort gehörte zu dieser Zeit zur Landgemeinde Neuhückeswagen innerhalb des Kreises Lennep. 1895 besitzt der Ort drei Wohnhäuser mit 22 Einwohnern, 1905 zwei Wohnhäuser und 12 Einwohner.